# Tennant Motor
Tennant Motor Limited war ein US-amerikanisches Autohaus und zeitweise Hersteller von Automobilen. Die Schreibweisen Tennant Motors Company und Tennant Motors Limited in zwei Quellen sind durch eine Werbung von 1916 widerlegt.

## Unternehmensgeschichte
W. G. Tennant gründete 1907 das Unternehmen in Chicago in Illinois. Er verkaufte Autos von Marmon und Peerless. 1914 begann die Produktion von Automobilen. Der Markenname lautete Tennant. 1915 endete die Produktion. Aus 1916 ist noch eine Anzeige überliefert. Danach verliert sich die Spur des Unternehmens.

## Fahrzeuge
Im Angebot stand nur ein Modell. Es hatte einen Vierzylindermotor, der mit 30/35 PS angegeben war. Zur Wahl standen ein Roadster mit zwei Sitzen und ein offener Tourenwagen mit fünf Sitzen.